# 1988 في تونس
فيما يلي قوائم الأحداث التي وقعت خلال عام 1988 في تونس.

## سياسة

### انتهاء فترة المنصب
- 1 نوفمبر – الحبيب عمار وزير الداخلية.

## رياضة
- 1 يناير – تونس في الألعاب الأولمبية الصيفية 1988
- 1 يناير – تونس في الألعاب البارالمبية الصيفية 1988

## أفلام
من الأفلام التي صدرت هذه السنة في تونس:
- 1 يناير – السامة من إخراج نجية بن مبروك.

## مواليد

### يناير
- 1 يناير – زهير الذوادي لاعب كرة قدم تونسي.[1]
- 1 يناير – ولد الكانز رابر تونسي.

### مارس
- 28 مارس – رحمة الطارد لاعبة كرة يد تونسية.
- 28 مارس – مروة الرحالي ملاكمة تونسية.

### مايو
- 1 مايو – فيصل جاب الله لاعب جودو تونسي.
- 6 مايو – محمود بن صالح لاعب كرة قدم تونسي.

### يونيو
- 30 يونيو – وليد الخضراوي ممثل تونسي.

### يوليو
- 6 يوليو – كامل العويني لاعب كرة يد تونسي.
- 13 يوليو – إيهاب المساكني لاعب كرة قدم تونسي.
- 19 يوليو – محمد بن منصور لاعب كرة قدم تونسي.[2]

### أغسطس
- 27 أغسطس – سمر سمير المزغني كاتبة تونسية.
- 31 أغسطس – مروى بن صغير مغنية تونسية.

### سبتمبر
- 12 سبتمبر – خليل معاوية
- 19 سبتمبر – مروة البراهمي لاعبة ألعاب قوى بارالمبية تونسية.

### ديسمبر
- 18 ديسمبر – زياد آيت أوكرام

- 28 ديسمبر – إيناس بوبكري مبارزة سيف الشيش تونسية.

## وفيات

### نوفمبر
- 22 نوفمبر – بيار بوشارل (مواليد 1894) رسام فرنسي.[3]